# 日本スクープ笑学生グランプリ
日本スクープ笑学生グランプリ（にほんスクープしょうがくせいグランプリ）は、日本のテレビ番組。

## 概要
2012年1月3日16時15分 - 18時にフジテレビでに放送されたバラエティー特番である。
全国2,117紙の子供新聞の中から取り上げた8つの新聞とその記者を紹介する。大人では気づかない子供ならではの視点から見た世界を繰り広げる今までになかった新ジャンルの家族向けバラエティー番組である。

## 取り上げられた新聞
- お城新聞
- 遊び新聞（メッチョ出し）
- ふ〜ん新聞
- 熊本パラダイス新聞
- 大智新聞
- しらす新聞
- 飛び地新聞
- SL新聞

## 出演者
- MC：加藤浩次（極楽とんぼ）、加藤綾子
- プレゼンター：ココリコ、バナナマン、杉村太蔵、はんにゃ、我が家
- ゲスト：鈴木福、尾木直樹、柴田理恵、中川翔子、具志堅用高、堀ちえみ

## 制作スタッフ
- ナレーション：林田尚親
- 新聞協力：信濃毎日新聞社、愛媛新聞社、熊本日日新聞社、北日本新聞社、社団法人日本民営鉄道協会
- ディレクター：山口哲郎、田吹康、尾崎敦朗、林大輔
- 演出：渡辺修
- プロデューサー：阪本明、相川憲一、粟井誠司
- チーフプロデューサー：中村百合子（フジテレビ）
- 制作協力：ViViA
- 制作著作：フジテレビ